# Минск старый и новый
«Минск старый и новый» (бел. Мінск стары і новы) — белорусский интернет-ресурс, посвященный истории Минска. Автор-создатель — Владимир Волажинский.
Сайт содержит фотографии и описания улиц, скверов, парков, пригородов, памятников архитектуры старых и современных мест. Приведен список переименований улиц; хронология крупных городских событий; карты и планы Минска; достопримечательности; справочная информация о музеях, гостиницах. В 2007 году по материалам сайта вышла книга с аналогичным названием — «Минск старый и новый».
В 2004 году сайт был отмечен Дипломом и призом Оргкомитета 2-го конкурса белорусских контент-проектов. 4 апреля 2008 года сайт стал обладателем главного приза 6-го ежегодного конкурса белорусских контент-проектов.